# Primula heucherifolia
Primula heucherifolia är en viveväxtart som beskrevs av Adrien René Franchet. Primula heucherifolia ingår i släktet vivor, och familjen viveväxter. Inga underarter finns listade i Catalogue of Life.